# Петер Сабо, Сильвия
Сильвия Петер Сабо (венг. Péter Szabó Szilvia; род. 9 сентября 1982, Сегед, Венгрия) — венгерская певица. Наиболее известная бывшая солистка венгерской фолк-поп группы NOX.

## Карьера
Сильвия не имеет музыкального образования. В своем родном городе Сегеде она самостоятельно занималась вокалом, а позже была участницей местной группы. Позднее она была случайно замечена и приглашена в качестве главной солистки новой группы NOX. Сильвия являлась единственной постоянной участницей группы за всё время её существования. Группа была признана успешной не только в Венгрии, но и далеко за её пределами.
В 2005 году группа решила принять участие в национальном отборе конкурса Евровидение 2005, который проходил в столице Украины, Киеве. Группа одержала победу у себя на родине и отправилась на конкурс, где в финале заняла 12-е место, набрав 97 баллов. NOX является одной из самых известных венгерских групп.
В 2009 году группа распалась. Вскоре Сильвия покинула Венгрию, переехав в Австралию.

### Сольная карьера
В 2012 году Сильвия подписала контракт с Менуэт звукозаписывающей студией Crossfire Management в Великобритании под управлением Роя Перестрелло и Пьера Льюиса. В том же году подписан контракт с Universal Music Group и Universal Hungary.
В 2012 году вышел её новый 11-й студийный альбом «РЕВОЛЮЦИЯ», в котором присутствуют работы Joe Lawrence, Pierre Lewis, MAC-1, Perri Hawn, Nu:GEN Sam Barter и Paul Britt.
В 2013 году Сильвия вернулась на родину и венгерскую поп-сцену в качестве сольной певицы. В том же году получила престижную награду Ballantine’s Fonogram Special Award в номинации «певица года». В 2014 получила премию Music Daily Awards и была признана самым популярным артистом Венгрии. В 2016 году стала победителем в телевизионном шоу «Большой дуэт».